# Gé
Gé (Jê; pl. Ges; izgovor že; žes), etnolingvistička Porodica Gé ili Jê jedna je od najvećih u Brazilu, ime označava kako jezike, tako i plemena koja se njima služe. Porodica je član 'Velike porodice' Macro-Gé. Prema Masonu (1950.) 'Velika porodica' Macro-Gé obuhvaća porodice Gé, Caingangan, Camacanian,  Machacalian, Purí, Pataxó, Malalí i Coropó.  Davis (1968.) i Greenberg (1987.), dodaju još neke grupe. Sama porodica Gé, prema Masonu (1950.) se dijeli na 3 glavne grane, to su:
- Sjeverozapadni Že (Noroeste Je) koja se sastoji od plemena grupe Kayapo, Timbira i Suya. Svaka ova grupa sastoji se od više plemena koja govore srodnim jezicima i dijalektima. I Kayapo i Timbira dijele se još na Sjeverne i Južne. Suya Indijancima srodni su, ili su njihovog porijekla Indijanci Beiço de Pau (pl. Beiços de Pau) ili Tapanhuna. Ova dva posljednja plemena poznata su po nošenju velikih drvenih tanjura u donjoj usnici, prilikom čega dolazi do enormnog širenja usne. Ovaj je običaj dosta čest, bilo ga je kod Indijanaca Botocudo iz istočnog Brazila, a i kod nekih afričkih plemena (crnci Sara), kod Indijanki plemena Tsimshian iz Britanske Kolumbije i drugdje.   Arhivirana inačica izvorne stranice od 25. prosinca 2004. (Wayback Machine). –Indijanci Timbira, dijele se na Zapadne, pripada joj pleme Apinayé, i Istočne: Gurupy, Crenye (Krenyê),  Nucoecamecran, plemena poznata kao Canela, potomci Capiecrana (Apanhecra ili Aponegicran, Kencateye ili Quencatage i Ramcocamecran), Carateye (Caracatage), Kraho, Crepumcateye ili Creapimcatage, Crenye (Krenyê do Cajuapara), Krikati, Gaviões, Norocoage, Purecamecran, Pucobye i Xakamekra ili Chakamecra. Kreen-Akarore ili Panara pripadaju po nekima (Carneiro da Cunha) isto Timbirama. Plemena Kayapo dijele se na dvije grane, to su Kayapos dos Sul i Kayapos dos Norte. Ovi drugi obuhvaćaju cijeli niz plemena. Kod njih ima slučajeva da plemensko ime danas označava i njihovo glavno selo. U Sjeverne Kayapo ubrajamo: Karaho (ne smiju se pobrkai s Kraho), Gorotire, Kayamo, Gradaho, Ira-Amaire, Cruatire, Pau d'Arco, Mecubengokra, Xikrin, A’Ukre, Kubenkranken, Purucarod i Curupite.

- Središnji Že (Central Je), obuhvaća plemena Akwen (Xavante i Xerente), Xakriaba i Akroa ili Acroa u koje spadaju i Guegue. Ova plemena žive po državama Minas Gerais, Bahia, Piaui, Mato Grosso, Goias, Tocantins, Maranhao.

- Indijanci Jeico, Geico ili Jaico u državi Piaui posljednja su grana ove porodice.

## Život i običaji Gé Indijanaca
Ge-Indijanci stanovnici su istočnog Brazila, lovci, sakupljači i ribari, ali također i uzgajivači slatkoga krumpira i 'yam'-a. Tehnologija im je dosta jednostavna,  odjeća oskudna, a kod nekih plemena među-seoske organizacije nema ili gotovo nema. Kuće su im često složene od kosih krovova protiv nevremena. –Osim kod patrilokalnih Sherente-jaca, te Apinayea, Timbira i Kayapoa koji imaju matrilokalno uređenje, vođenje porijekla kod ostalih nije jasno. –Svakako je najpoznatija Ge ustanova 'trke sa stablom'. Kraho Indijanci ove štafetne trke održavali su nakon zajedničkog lova. Kod nekih Ge-skupina ove trke imale su čas zabavni, čas svečani karakter. Ratnici Gesa morali su se podvrgavati strogim tabuima jela nakon što bi ubili neprijatelja. Kroz to vrijeme morao se ratnik povući na neko mjesto i nije se smio prati. Ovo 'čišćenje' moglo je trajati od 10 pa do mjesec dana. Postao bi 'čist' tek nakon zaključnog kupanja. –Mitologija Ge-plemena izuzetno je bogata. Claude Lévi-Strauss u svojim Mitologikama 'Mitologique'  sakupio je na jednom mjestu mnogobrojne mitove raznih Ge-plemena. Jaguar, čuvar vatre, u njima je čest gost. 
Svih Gesa danas ima možda oko 50,000.

## Vanjske poveznice
- Ethnologue (14th)
- Ethnologue (15th)

Ethnologue (16th)
- Ge plemena